# Grażyna Kędzielawska
Grażyna Stanisława Kędzielawska (ur. 15 października 1945 w Janówce) – polska autorka filmów dokumentalnych, pedagog, profesor nauk o sztukach pięknych, wykładowczyni Państwowej Wyższej Szkoły Filmowej, Telewizyjnej i Teatralnej w Łodzi. 

## Wykształcenie i kariera pedagogiczna
Jest absolwentką Wydziału Reżyserii łódzkiej Filmówki, gdzie w 1977 r. ukończyła studia magisterskie. 8 czerwca 2006 r. został jej nadany tytuł profesora nauk o sztukach pięknych w dyscyplinie sztuki filmowe. Jest zatrudniona na stanowisku profesora na swoim macierzystym wydziale. 

## Filmografia
Jest autorką następujących filmów dokumentalnych:
- 1979: Michał (scenariusz i reżyseria)
- 1979: Ja komponuję, ty komponujesz, on komponuje (scenariusz i reżyseria)
- 1980: Inny dom (scenariusz i reżyseria)
- 1981: Gdańskie opowieści (scenariusz i reżyseria)
- 1983: Góra (scenariusz i reżyseria)
- 1985: Portret ze słów (scenariusz i reżyseria)
- 1986: Inna wyspa (scenariusz i reżyseria)
- 1987: Oferta (scenariusz i reżyseria)
- 1993: Kartki z podróży (scenariusz i reżyseria)
- 1994: Podróż (zdjęcia, scenariusz i reżyseria)
- 1994: Pani Helena (scenariusz i reżyseria)
- 1994: Listy niewysłane (scenariusz i reżyseria)
- 1996: Pytania (scenariusz i reżyseria)
- 1996: Obrazy wiejskie (scenariusz i reżyseria)
- 1997: Bezdomna miłość (scenariusz i reżyseria)
- 1998: Wyśniona miłość (scenariusz i reżyseria)
- 1998: Blizna (scenariusz i reżyseria)
- 1999: Zdążyć przed zachodem (scenariusz i reżyseria)
- 2000: Stan posiadania (scenariusz i reżyseria)
- 2013: Nasza szkoła (scenariusz i reżyseria)

## Nagrody i odznaczenia
W 1980 otrzymała Nagrodę Ministra Kultury i Sztuki I stopnia. W 2013 znalazła się w grupie osób odznaczonych z okazji 65-lecia łódzkiej Filmówki, otrzymała wtedy Złoty Krzyż Zasługi. W 2018 została odznaczona Złotym Medalem "Gloria Artis - Zasłużony Kulturze". 